# 94P/Russell
94P/Russell 4, komet Enckeove vrste.